# OneBookShelf
 (avril 2024).
Si vous disposez d'ouvrages ou d'articles de référence ou si vous connaissez des sites web de qualité traitant du thème abordé ici, merci de compléter l'article en donnant les références utiles à sa vérifiabilité et en les liant à la section « Notes et références ».
OneBookShelf est une entreprise de vente de livres électroniques, essentiellement au format PDF et impression à la commande spécialisée dans le jeu de rôle sur table.

## Histoire
En 2001 est créé le site RPGnow, destiné à la vente au format PDF de jeux de rôle indépendants. En 2004, les propriétaires de l'éditeur White Wolf Publishing créent DriveThruRPG, un site destiné à la vente au format PDF de jeux de rôle d'éditeurs importants. White Wolf étant une division de  Publisher Services Inc. (PSI), ils réussissent à obtenir la distribution de plusieurs grands éditeurs : Wizards of the Coast, Palladium Books, Steve Jackson Games…
En 2006 les deux sites fusionnent et deviennent OneBookShelf.